# Workaholic (2 Unlimited)
Workaholic is de derde single van 2 Unlimited, afkomstig van het debuutalbum Get Ready!. Het nummer kwam uit in 1992, stond 9 weken in de Nederlandse Top 40 en bereikte de zesde positie. In Groot-Brittannië kwam het lied niet hoger dan nummer 4.

## Nummers
De single bevat vier versies van het nummer, en een remix van "Get Ready for This".
1. "Workaholic" (Extended Mix) (5:51)
2. "Workaholic" (Rio & Le Jean Remix) (5:07)
3. "Workaholic" (Hardcore Remix) (4:15)
4. "Workaholic" (Vocal Edit) (3:34)
5. "Get Ready for This" (Rio & Le Jean Remix '92) (4:11)